# Orillia
För tvåvingesläktet, se Orillia (djur).

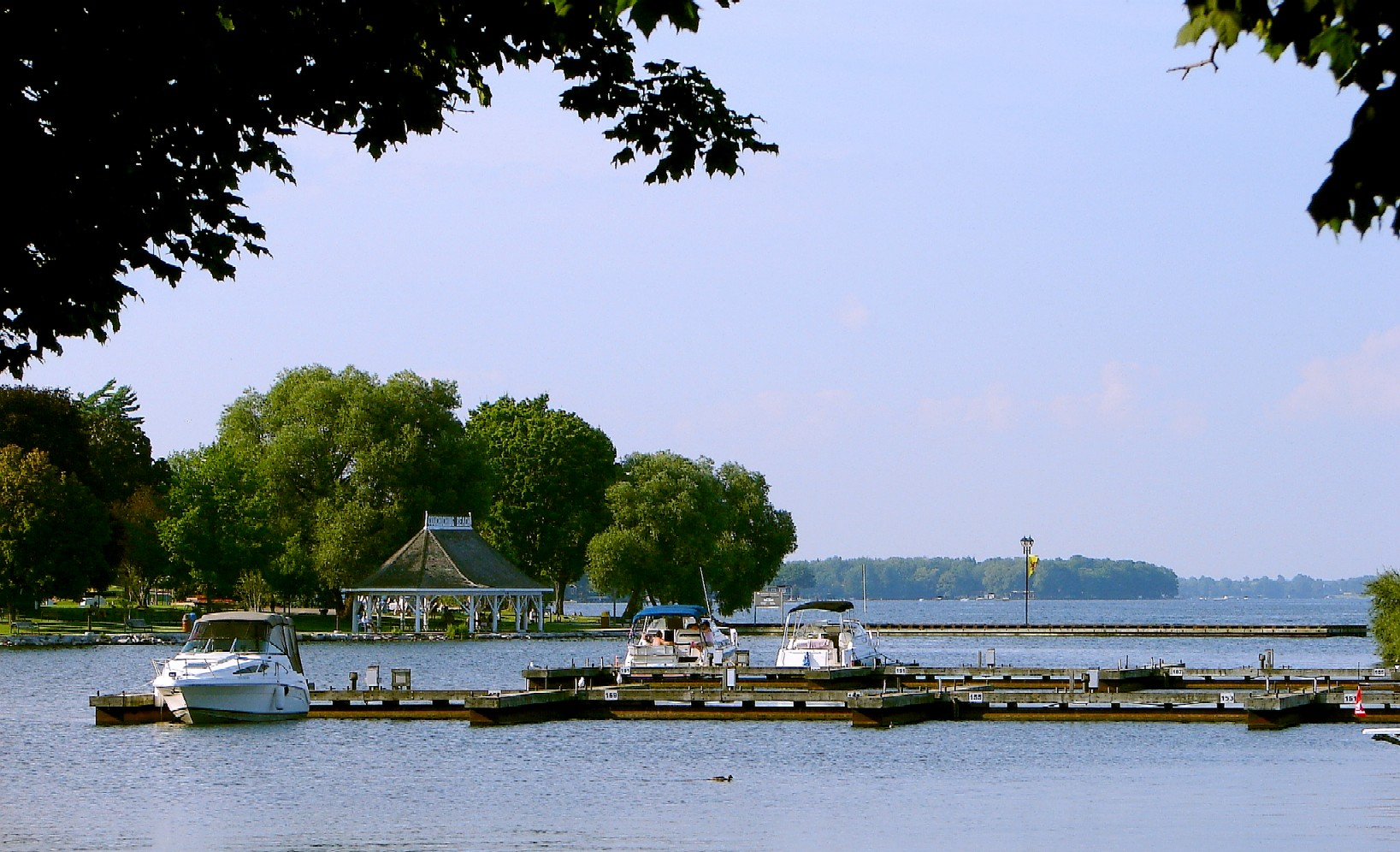
Strand i Orillia.

Orillia är en stad i Simcoe County i södra Ontario. Staden ligger på ett näs mellan sjöarna Lake Simcoe och Lake Couchiching, och hade 31 128 invånare på en yta av 28,61 km² vid folkräkningen 2016. Stadens smeknamn är The Sunshine City, eftersom staden Mariposa i Stephen Leacocks bok Sunshine Sketches of a Little Town är baserad på Orillia. I staden finns Ontario Provincial Polices huvudkontor.